# Ulrico III de Wurtemberg
Ulrico III (después de 1286-11 de julio de 1344) fue conde de Wurtemberg desde 1325 hasta 1344.
Ulrico ya estaba muy involucrado en la política durante el reinado de su padre, Everardo I. En 1319 negoció el tratado con el rey Federico I, el Hermoso. Renovó este tratado después de su ascenso al poder en 1325, cuando Wurtemberg se había aliado temporalmente con Luis IV. Tanto Luis como Federico reclamaban el poder en el Sacro Imperio Romano Germánico en esta época. Después de su reconciliación fue posible para Ulrico ligarse más al Sacro Imperio, incluso después de la muerte de Federico I. Esto, y su política regional de pactos y adquisiciones, ayudaron fuertemente a ampliar el territorio de Wurtemberg. Aparte de varias ganancias en Alsacia, destacaron la compra de Markgröningen en 1336 y de Tubinga en 1342. Murió en Alsacia.
Estaba casado con Sofía de Pfirt. Hijos de este matrimonio fueron Everardo II el Jarrer y Ulrico IV, quien gobernó junto con su hermano hasta 1361.
| Predecesor: Everardo I | Conde de Wurtemberg 1325-1344 | Sucesor: Everardo II y Ulrico IV |

- Esta obra contiene una traducción  derivada de «Ulrich III, Count of Württemberg» de Wikipedia en inglés, publicada por sus editores bajo la Licencia de documentación libre de GNU y la Licencia Creative Commons Atribución-CompartirIgual 4.0 Internacional.

- Datos: Q247795
- Multimedia: Ulrich III, Count of Württemberg / Q247795